# Ґедера
Ґедера (івр. גְּדֵרָה, Ґдера) — містечко в Центральному окрузі, розташоване за 30 км на південь від Тель-Авіва та за 8 км на південь від Реховота.

## Відомі люди
За даними Юрія Покальчука (ЕСУ), який був особисто знайомий з внучкою Нобелівського лауреата Шмуеля Аґнона та консультантом документального фільму «Аґнон», саме тут помер відомий письменник[значущість факту?].

## Галерея

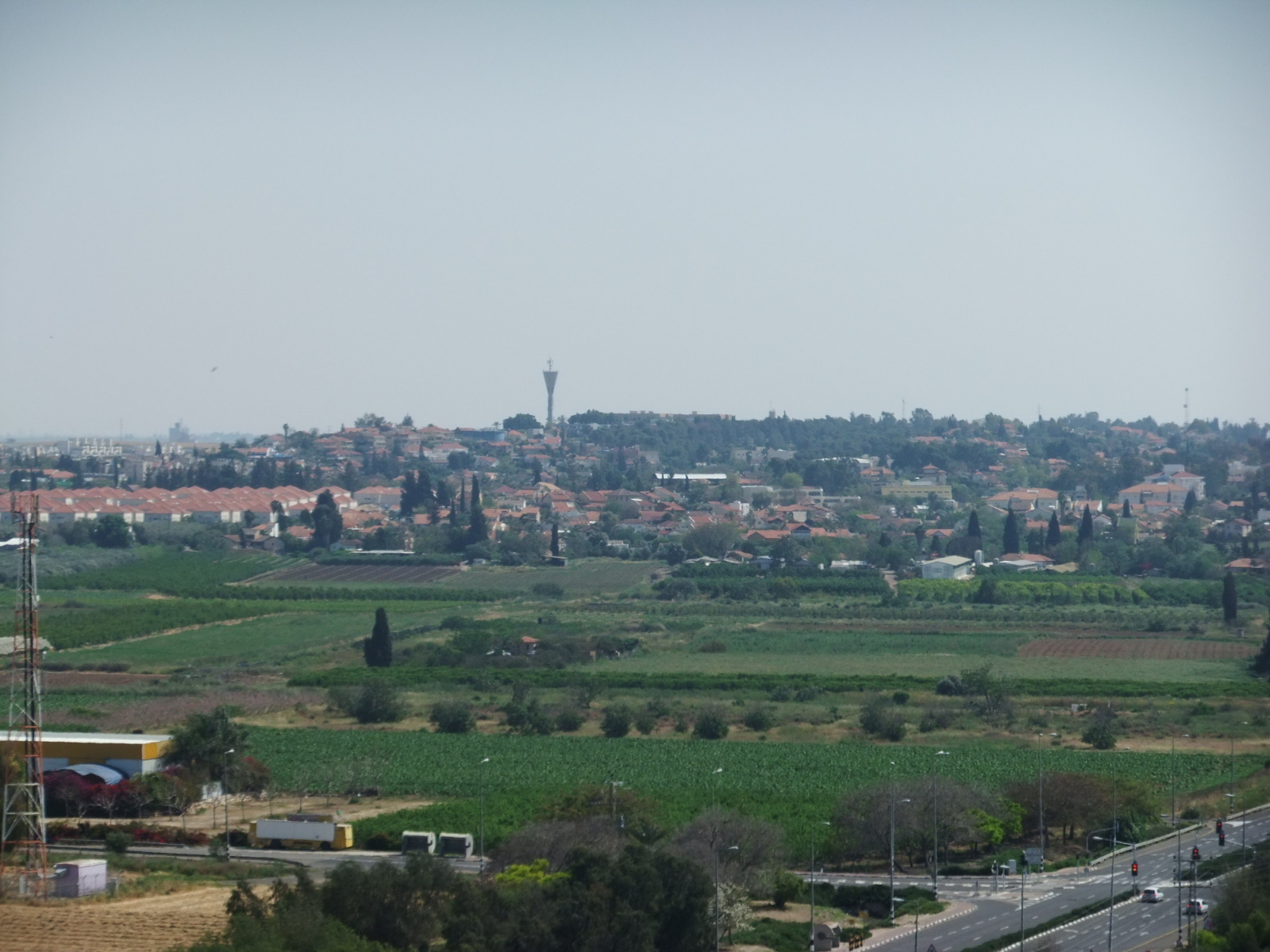
Загальний вид міста
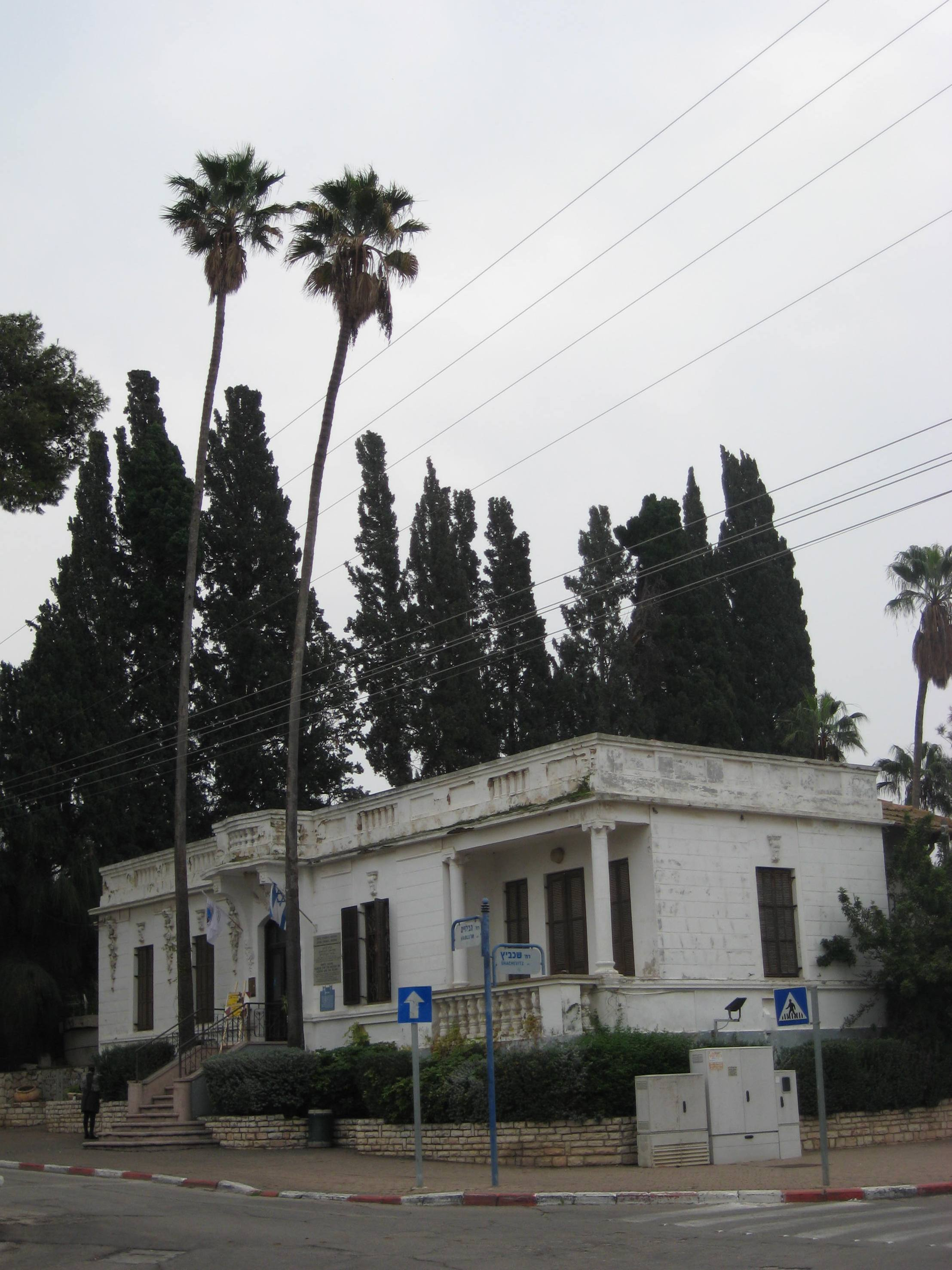
Музей історії Гедери і організації Білу
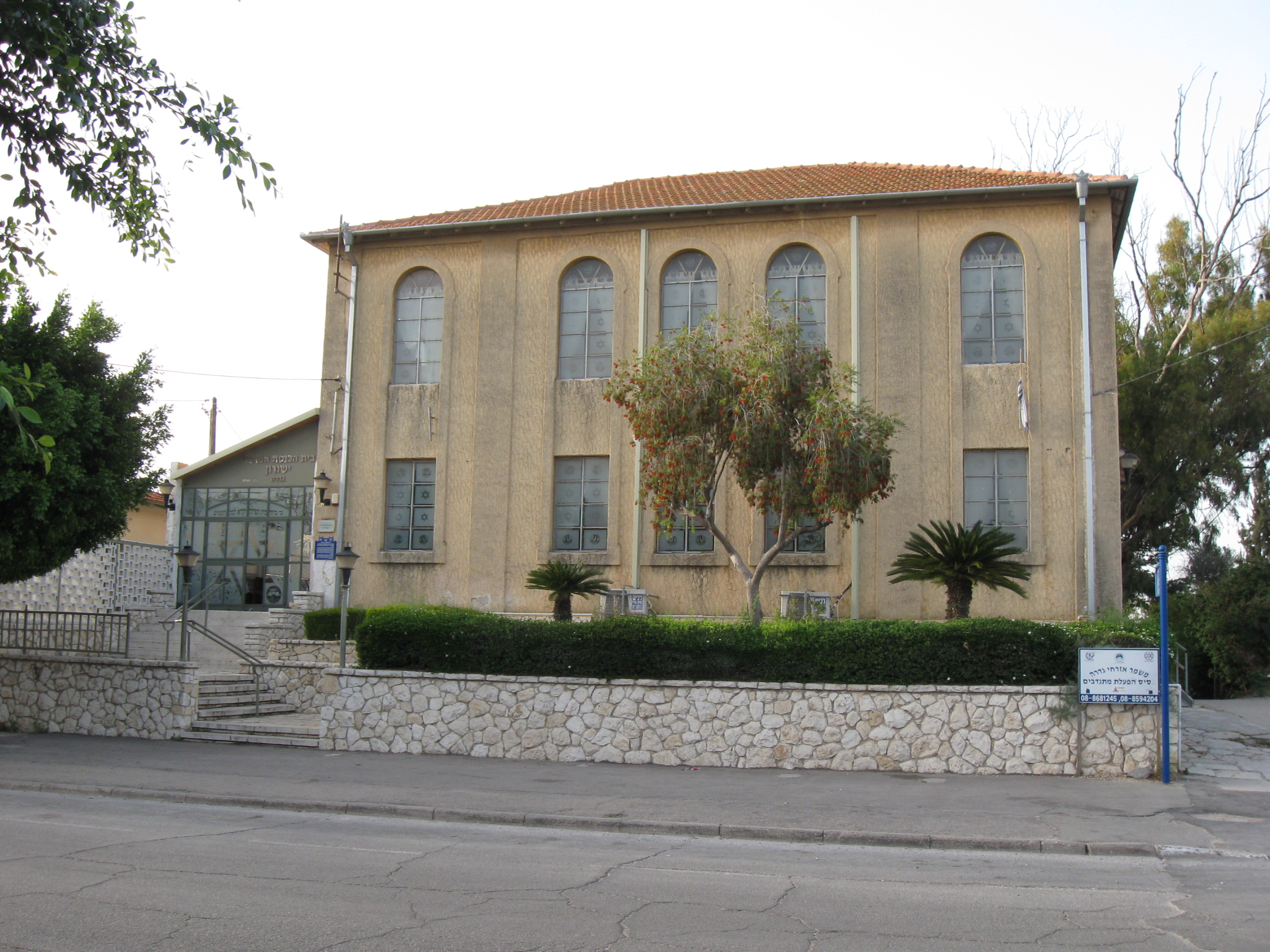
Центральна синагога «Єшурун»
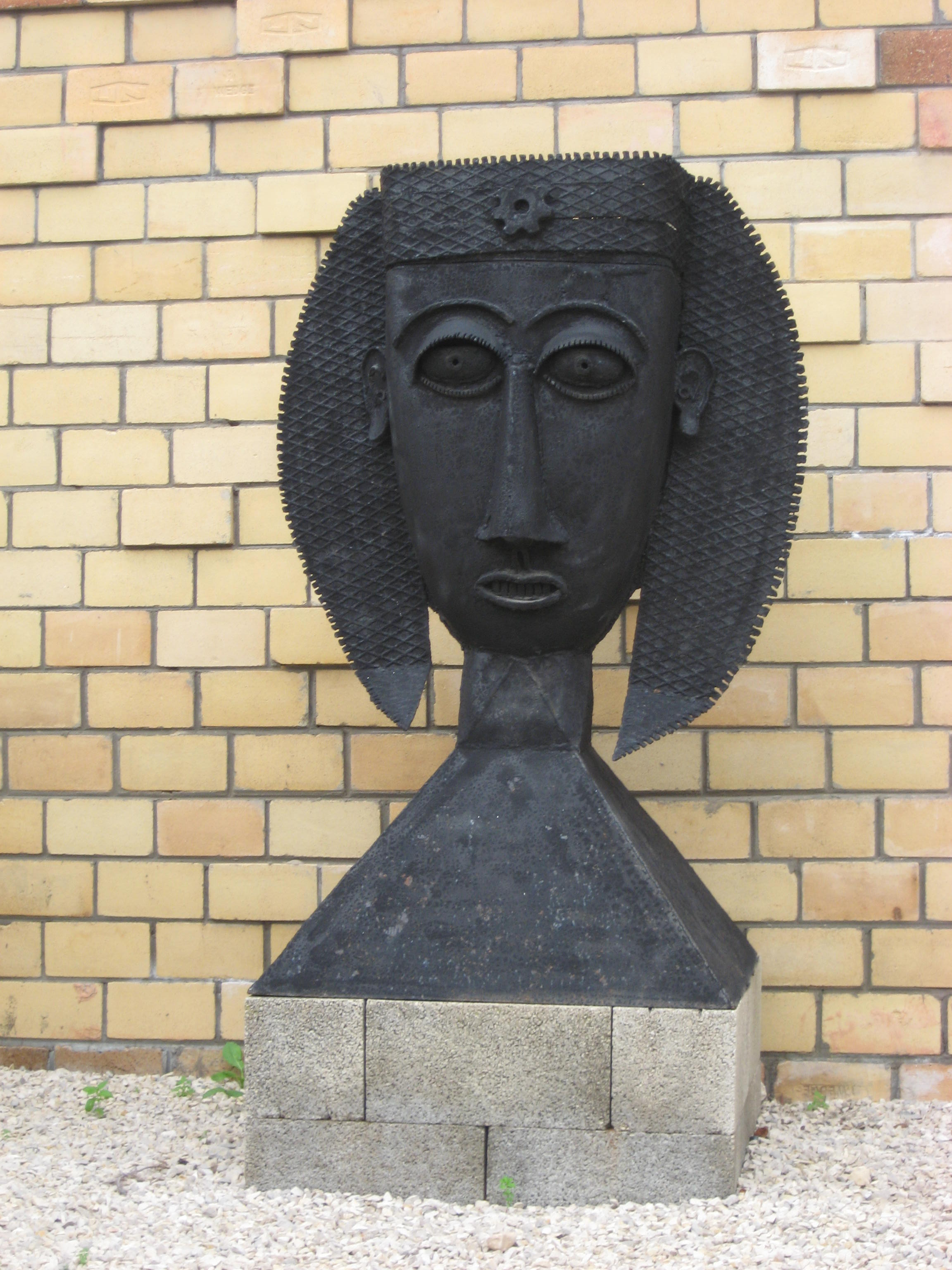
Скульптура Йоми Сеґева на вулиці Шхевич